# QX Gaygalan 2019
QX Gaygalan 2019 var den 21:a QX Gaygalan och den hölls på Cirkus i Stockholm den 4 februari 2019. Galan leddes av Babben Larsson, som debuterade som konferencier för galan, och den sändes i TV4 lördagen 9 februari. Antalet kategorier minskades till elva stycken, men med fem nominerade i varje kategori istället för fyra. Nomineringarna har gjorts av tidningen QX läsare, utom för en av de nominerade för Årets drag, Henrik J, som direktnominerades efter att ha utsetts till Drag Queen of the Year 2018 i en återuppstånden gala. Hederspriset har inte några nominerade utan utses av QX redaktion.

## Nominerade
Vinnare markerade med fetstil.
| Årets HBTQ | Årets HBTQ-vän |
| --- | --- |
| - Caroline Farberger - Sebastian Walldén - Nilla Fischer - William Spetz - Marika Carlsson | - Mendez - Annie Lööf - Petter Stordalen - Mia Skäringer - Tobias Karlsson |
| Årets Hederspris | |
| Patrik Hermanson, journalist som för Hope Not Hate wallraffade alt-right-rörelsen. | |
| Årets drag | Årets film |
| - Cherry Wilder - Admira Thunderpussy - Imaa Queen - Henrik J - Miss Vanity | - Bohemian Rhapsody - Call Me by Your Name - Love, Simon - En fantastisk kvinna - Boy Erased |
| Årets ställe | Årets låt |
| - Secret Garden - Backdoor - Moxy - King Kong - Bee Bar Göteborg | - Shallow – Lady Gaga och Bradley Cooper - Ruin My Life - Zara Larsson - Sand - Molly Sandén - Dance You Off - Benjamin Ingrosso - Fuego - Eleni Foureira |
| Årets scen | Årets TV-program |
| - No More Fucks To Give – Mia Skäringer - Angels in America - Elverket - Lola - Tommy Körberg - Ned med vapnen - Stadsteatern - 20 years of Disco - Alcazar                                        | - Vår tid är nu - Tack gud jag är homo - Mordet på Versace - Pose - I will survive |
| Årets bok | Årets vardagshjälte |
| - Såna som du ska inte va här, av Marika Carlsson - Till minne av en villkorslös kärlek - Jonas Gardell - Tusen bitar - Marcus Jarl - Kom ut Kom in - Andres Esteche - Bögtjejen - Aleksa Lundberg | - Jenni Steiner, ICA handlare som svarat på trakasserier med mer regnbågsfärger och upplyftande budskap. - Cake Cowboy-Markus, fick 30 företagare i Kivik att hissa regnbågsflaggan efter nazist-hot. - Pontus Skattberg, HBTQ-aktivist. - Marielle och Ellen, gifte sig på Riddarfjärden samtidigt som det var nazistdemonstration i Stockholm. - Hampus Widlund, friidrottare som tävlar med regnbågsfärgade naglar. |